# ロバート・マクルアー

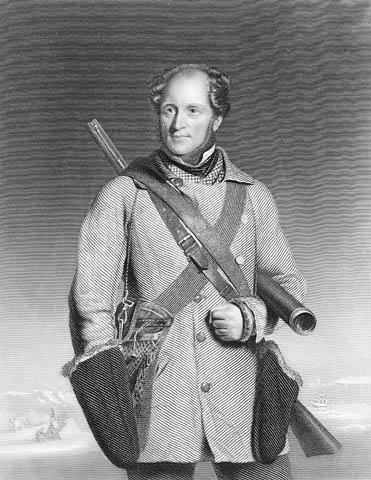
Robert McClure：『Discovery of the north-west passage』に収録された、作者不詳の肖像画。

サー・ロバート・ジョン・ル・メジャラー・マクルアー（英: Sir Robert John Le Mesurier McClure (M'Clure), 1807年1月28日 - 1873年10月17日）は、北極圏の探検で知られるアイルランドの探検家。1854年に、初めて北西航路をボートとソリで踏破し、初めてのアメリカ大陸回航に成功した。

## 生い立ちと経歴
マクルアーは、アイルランドのウェックスフォードで、アバークロンビー将軍麾下の士官であった父の遺児として父の死後に生まれ、後見人でオルダニー島総督であったル・メジャラー (John Le Mesurier) 将軍の保護下で育てられ、陸軍軍人となるべく教育を受けた。しかしマクルアーは1824年に海軍に入り、12年後に初めて北極探検の機会を得て、（後のサー）ジョージ・バック大佐が率いた「HMSテラー (HMS Terror)」の乗組員となって、1836年から1837年にかけての遠征に加わった。
この遠征からの帰還後、マクルアーは大尉に昇進し、1838年から1839年にかけてカナダ内陸部の湖水での軍務に就き、次いで北アメリカ・西インド艦隊に配属されて、そのまま1846年まで同艦隊にとどまった。その後、1848年から1849年にかけて、ジェイムズ・クラーク・ロスが率いたフランクリン隊捜索遠征に加わり「HMSエンタープライズ (HMS Enterprise)」に一等大尉として乗り組んだ。

## 北西航路の踏破
最初のフランクリン隊捜索遠征から帰還した後、新たな捜索遠征が1850年に派遣される事となり、リチャード・コリンソン (Richard Collinson) が率いる「HMSエンタープライズ」に加え、コリンソンの副官マクルアーが指揮をとる「HMSインヴェスティゲーター (HMS Investigator)」が派遣された。2隻は大西洋を南下し、蒸気船「HMSゴードン (HMS Gorgon」の支援を受けてマゼラン海峡を通過して太平洋に出、以降は別々に別れて航海を続けた。
インヴェスティゲーター号は太平洋を北上し、ベーリング海峡を通って北極海に入り、そこから東へ向かいアラスカのポイント・バローを過ぎ、遂には北西からやって来た別のイギリス遠征隊と合流した。インヴェスティゲーター号は、1853年の春に、氷結した海に動けなくなって放棄されたが、マクルアーと乗組員たちは、東方から進んできたサー・エドワード・ベルチャー (Edward Belcher) 指揮下の艦船のひとつであった「HMSレゾルート（HMS Resolute)」から派遣され、氷上をそりで探検していた一隊により救出された。マクルアーは北西航路を通って帰還し、遠征を完了した。レゾルート号も同年、北極圏から脱出できず、結氷した海に放棄されたが、その後回収された。この船の部材からは後年豪華な机が作られ、イングランド女王から合衆国大統領に贈られたことで、とくに有名になった（レゾルート・デスク）。
こうして、マクルアーと配下の乗組員たちは、当時としては偉業であった、初めてのアメリカ大陸回航と、北西航路を縦断したこととなった。一方、エンタープライズ号は、1850年に、インヴェスティゲーター号から2週間遅れてポイント・バローに達し、行手が冬の氷によって閉ざされて引き返しを余儀なくされ、翌年再びこの海域に戻った。続いて独自の北極探険を行なったが、北西航路に関わる栄誉は既にマクルアーのものとなっていた。
1854年にイングランドへ帰国したマクルアーは、インヴェスティゲーター号を放棄した責任を問われ、（艦を失った艦長として機械的に）軍法会議にかけられたが、無罪 (honourable acquittal) となり、ナイトに叙され、特別な功労を認められ4年前に遡って大佐艦長（post captain）への昇進が行なわれた。マクルアーと乗組員たちは、イギリス議会から贈呈された計1万ポンドという当時としては高額の報奨金も受け取る事となった。さらにマクルアーは、イギリスの王立地理学会から金メダル（パトロンズ・メダル）を授与され、フランスのパリ地理学会からも金メダルを授与された。
マクルアーによる遠征の記録『Discovery of the north-west passage（北西航路の発見）』は、当時の日誌からの抜粋で構成され、シェラード・オズボーン (Sherard Osborn) によって編纂された。この本には、航海の経緯に関するいくつかの点で相当の潤色が施されていたため、マクルアーに対して、いささか批判的な注目が集まるようになり、総じて歴史家たちは、船医（外科医）としてインヴェスティゲーター号に乗り組んでいたサー・アレキサンダー・アームストロング (Alexander Armstrong) の率直な記録の方を重視している。

## その後の経歴
1856年から1861年まで、マクルアーは東洋での任務に就き、1858年には広東省付近で海軍旅団 (Naval brigade) の分隊を指揮し、その功により1859年にはバス勲章コンパニオンを受章した。その後は、静かな地方生活を送りながら、1867年に海軍少将、1873年に海軍中将となった。中将に昇進した年に、マクルアーは死去し、ロンドンのケンザル・グリーン墓地 (Kensal Green Cemetery) に埋葬された。
その後、マクルアー海峡が、彼の名にちなんで命名され、月面のクレーターのひとつもマクルアー (McClure) と名付けられた。

## 現代における顕彰
2009年10月29日、ロンドンのグリニッジにある旧王立海軍大学 (The Old Royal Naval College) の礼拝堂で、ここに置かれていたサー・ジョン・フランクリンの記念碑の再献納式に併せて、感謝祭の特別礼拝が行なわれた。この式典においては、1873年に記念碑に納められていた、唯一イングランドに遺骸が持ち帰られたヘンリー・トマス・ダンダス・ル・ヴェコンテ大尉 (Lieutenant Henry Thomas Dundas Le Vesconte) の厳粛な再納骨の儀式も執り行われた。この式典には、各国の極地関係者が集い、極地旅行者、写真家、著作家や、フランクリンやその配下の乗組員の子孫たち、さらに、海軍大将サー・フランシス・レオポルド・マクリントック (Francis Leopold McClintock)、海軍少将サー・ジョン・ロス、海軍中将サー・ロバート・マクルアーら捜索関係者の子孫たちなどが、一堂に会した。この大規模な行事は、カナダ北岸の航路開拓においてイギリスが果たした貢献を祝し、地理的発見の追求のために捧げられた人命の損失を讃える目的で、ジェレミー・フロスト師 (the Rev Jeremy Frost) と極地探検史家ヒュー・ルイス＝ジョーンズ博士 (Dr Huw Lewis-Jones) によって主導されたものであった。イギリス海軍代表として海軍大将ニック・ウィルキンソン (Admiral Nick Wilkinson) が列席し、祈りを主唱したのはウリッチ司教 (Bishop of Woolwich) クリストファー・チェサン (Christopher Chessun) で、式の中ではグリニッジ財団 (the Greenwich Foundation) 代表役員ダンカン・ウィルソン (Duncan Wilson) や、駐英カナダ高等弁務官ジェームズ・ライト閣下 (H.E. James Wright) からの雄弁な讃辞が読み上げられた。式典の後にペインティド・ホール (the Painted Hall) で催されたレセプションでは、パークス・カナダの主任海洋考古学者ロバート・グレニアー (Robert Grenier) が、調査途上にある、失われた遠征艦の探索について講演した。翌日、極地著作家たちの一団がロンドンのケンザル・グリーン墓地に赴き、そこに埋葬された極地探検家たちに敬意を表した。マクルアーの墓石は、発見に少し手間取ったものの、場所が確認された。マクルアの墓標は将来にわたって保全されることが期待されている。